# 최용신 선생 묘
최용신 선생 묘는 대한민국 경기도 안산시 상록구 본오동에 있다. 1991년 11월 2일 안산시의 향토유적 제18호로 지정되었다.

## 개요
심훈이 「상록수」에서 '청석골'이라 부른 마을이 바로 경기도 안산시 상록구 본오동의 샘골 마을이고 농촌의 문맹퇴치를 위해 야학에 온힘을 기울이는〈채영신〉이란 여자주인공은 일생을 농촌계몽운동에 헌신한 최용신(崔容信)의 실제인물이다. 1974년 11월 30일 이곳에 루씨동문과 천곡교회에서 상록수 최용신 선생을 기리기 위한 기념비를 세웠으며, 1995년 건국훈장 애족장을 받았다.

## 같이 보기
- 상록수공원
- 최용신기념관